# Championnat de Tunisie masculin de volley-ball 2004-2005
Navigation
Saison précédente Saison suivante
Le championnat de Tunisie masculin de volley-ball 2004-2005 est la 50e édition à se tenir depuis 1956. Il est disputé par les dix meilleurs clubs en trois phases : une première phase de classement en aller et retour, une deuxième de play-off et play-out en aller et retour avec respectivement six et quatre clubs, et une troisième de super play-off entre les trois premiers du play-off et un tournoi de barrages entre les deuxième et troisième du play-out et les deuxième et troisième du play-off de la nationale B.
Le Club sportif sfaxien réussit sa saison en remportant le championnat et en lui adjoignant la coupe de Tunisie gagnée contre l'Étoile sportive du Sahel par 3-2 (22-25, 25-19, 21-25, 25-24 et 15-10). Les auteurs de cette performance, dirigés d'abord par Mourad Sennoun puis par Milan Zarkovic sont Samir Sellami, Khaled Belaïd, Hosni Karamosli, Oussama Mhiri, Mohamed Trabelsi, Mejdi Toumi, Foued Loukil, Darko Tomic, Oussama Smaoui, Atef Soudani, Anouer Taouerghi et Hassène Gargouri.
La relégation touche d'abord l'Avenir sportif de La Marsa, remplacé par l'Union sportive de Carthage, puis l'Aigle sportif d'El Haouaria, qui a perdu sa place aux barrages au profit du Fatah Hammam El Ghezaz.

## Division nationale A

### Première phase
| Rang | Équipe                      | Points | Matchs | Victoires à 3 pts | Victoires à 2 pts | Défaites à 1 pt | Défaites à 0 pt | Sets pour | Sets contre |
| 1    | Étoile sportive du Sahel    | 47     | 18     | 15                | 1                 | 0               | 2               | 48        | 12          |
| 2    | Club sportif sfaxien        | 44     | 18     | 13                | 2                 | 1               | 2               | 49        | 17          |
| 3    | Club olympique de Kélibia   | 43     | 18     | 11                | 4                 | 2               | 1               | 50        | 20          |
| 4    | Saydia Sports               | 39     | 18     | 11                | 2                 | 2               | 3               | 45        | 23          |
| 5    | Espérance sportive de Tunis | 27     | 18     | 7                 | 2                 | 2               | 7               | 33        | 34          |
| 6    | Tunis Air Club              | 22     | 18     | 5                 | 2                 | 3               | 8               | 31        | 39          |
| 7    | Club sportif de Hammam Lif  | 20     | 18     | 5                 | 2                 | 1               | 10              | 27        | 41          |
| 8    | Étoile sportive de Radès    | 11     | 18     | 3                 | 1                 | 0               | 14              | 16        | 45          |
| 9    | Avenir sportif de La Marsa  | 10     | 18     | 2                 | 1                 | 2               | 13              | 15        | 50          |
| 10   | Aigle sportif d'El Haouaria | 7      | 18     | 1                 | 0                 | 4               | 13              | 13        | 51          |

### Play-off
| Rang | Équipe                      | Points | Matchs | Victoires à 3 pts | Victoires à 2 pts | Défaites à 1 pt | Défaites à 0 pt | Sets pour | Sets contre |
| 1    | Club sportif sfaxien        | 27     | 10     | 7                 | 3                 | 0               | 0               | 30        | 9           |
| 2    | Club olympique de Kélibia   | 21     | 10     | 6                 | 0                 | 3               | 1               | 25        | 15          |
| 3    | Étoile sportive du Sahel    | 18     | 10     | 4                 | 2                 | 2               | 2               | 23        | 17          |
| 4    | Saydia Sports               | 16     | 10     | 4                 | 1                 | 2               | 3               | 21        | 21          |
| 5    | Espérance sportive de Tunis | 5      | 10     | 1                 | 1                 | 0               | 8               | 9         | 27          |
| 6    | Tunis Air Club              | 3      | 10     | 1                 | 0                 | 0               | 9               | 8         | 27          |

### Super play-off
- Matchs à Sousse :
- * Étoile sportive du Sahel - Club sportif sfaxien : 2-3
- * Club sportif sfaxien - Club olympique de Kélibia : 3-0
- * Étoile sportive du Sahel - Club olympique de Kélibia : 3-0
- Matchs à Kélibia :
- * Club sportif sfaxien - Club olympique de Kélibia : 3-0
- * Club sportif sfaxien - Étoile sportive du Sahel : 3-0
- * Club olympique de Kélibia - Étoile sportive du Sahel : 3-0
- Matchs à Sfax :
- * Club sportif sfaxien - Étoile sportive du Sahel : 3- 1
- * Club olympique de Kélibia - Étoile sportive du Sahel : 3-1
- * Club sportif sfaxien - Club olympique de Kélibia : 3-0

| Rang | Équipe                    | Points | Matchs | Victoires à 3 pts | Victoires à 2 pts | Défaites à 1 pt | Défaites à 0 pt | Sets pour | Sets contre |
| 1    | Club sportif sfaxien      | 17     | 6      | 5                 | 1                 | 0               | 0               | 18        | 3           |
| 2    | Club olympique de Kélibia | 6      | 6      | 2                 | 0                 | 0               | 4               | 6         | 13          |
| 3    | Étoile sportive du Sahel  | 4      | 6      | 1                 | 0                 | 1               | 4               | 7         | 15          |

### Play-out
Le premier se maintient, les deuxième et troisième disputent le barrage et le quatrième rétrograde en division nationale B.
| Rang | Équipe                      | Points | Matchs | Victoires à 3 pts | Victoires à 2 pts | Défaites à 1 pt | Défaites à 0 pt | Sets pour | Sets contre |
| 1    | Club sportif de Hammam Lif  | 10     | 6      | 2                 | 1                 | 2               | 1               | 13        | 12          |
| 2    | Étoile sportive de Radès    | 10     | 6      | 3                 | 0                 | 1               | 2               | 12        | 12          |
| 3    | Aigle sportif d'El Haouaria | 8      | 6      | 2                 | 1                 | 0               | 3               | 11        | 11          |
| 4    | Avenir sportif de La Marsa  | 8      | 6      | 2                 | 1                 | 0               | 3               | 11        | 12          |

## Division nationale B

### Première phase
La Mouloudia Sport de Bousalem ne s'étant pas engagée en seniors, le nombre de clubs disputant le championnat est réduit à sept. Le classement de la première phase permettant de qualifier quatre clubs au play-off est le suivant :
- 1er : Fatah Hammam El Ghezaz : 25 points
- 2e : Union sportive de Carthage : 22 points
- 3e : Union sportive des transports de Sfax : 21 points
- 4e : Association sportive des PTT Sfax : 14 points
- 5e : Étoile olympique La Goulette Kram : 10 points
- 6e : Zitouna Sports : 7 points
- 7e : Étoile sportive de Dar Allouche : 5 points

### Deuxième phase

#### Play-off
- 1er : Union sportive de Carthage : 14 points (monte)
- 2e : Fatah Hammam El Ghezaz : 10 points (barragiste)
- 3e : Union sportive des transports de Sfax : 6 points (barragiste)
- 4e : Association sportive des PTT Sfax : 6 points (reste en nationale B)

#### Barrages
- 1er : Fatah Hammam El Ghezaz : 17 points (monte)
- 2e : Étoile sportive de Radès : 10 points (se maintient)
- 3e : Aigle sportif d'El Haouaria : 5 points (rétrograde)
- 4e : Union sportive des transports de Sfax : 3 points (reste en nationale B)